# Токчок
Токчокдо (кор. 덕적도), або Токчоцька Ісландія — один з найбільших островів в окрузі Ончжін міста Інчхон, Південна Корея. До нього можна дістатися з поромного терміналу в Інчхоні за близько півгодини на катері. На західній частині лежить пляж з низкою готелів і ресторанів, а також невеликі соснові ліси.